# Амбар

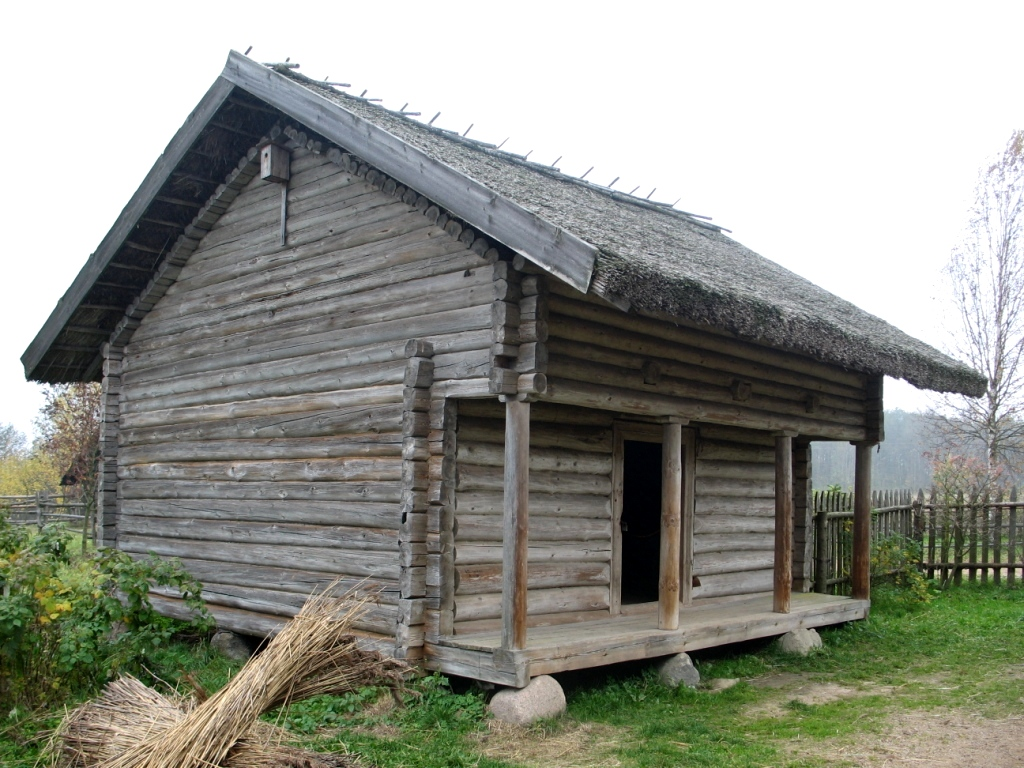
Амбар (клеть) с рундуком в музее народной архитектуры и быта. Минск

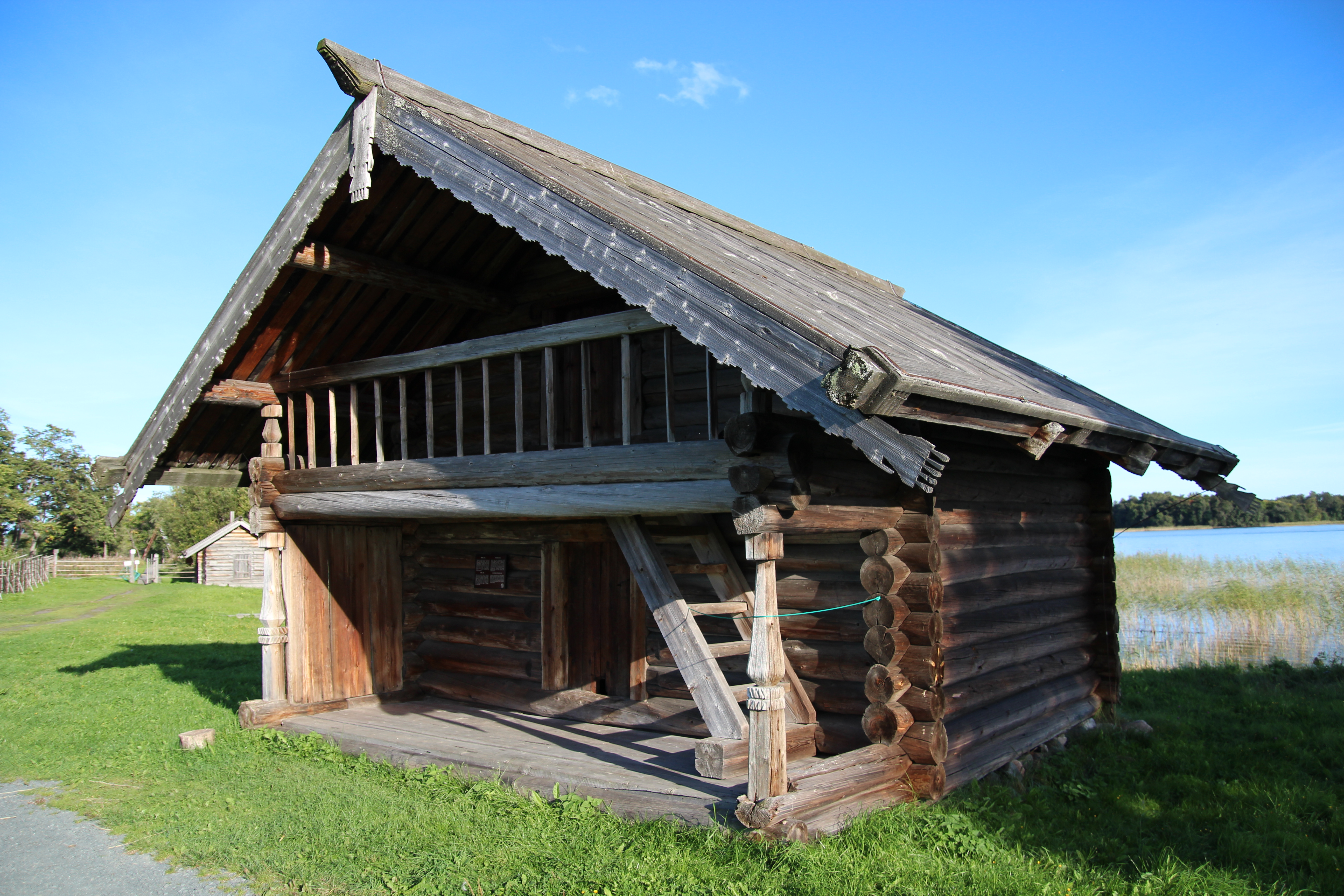
Амбар из деревни Коккойла (Карелия) в музее-заповеднике «Кижи»

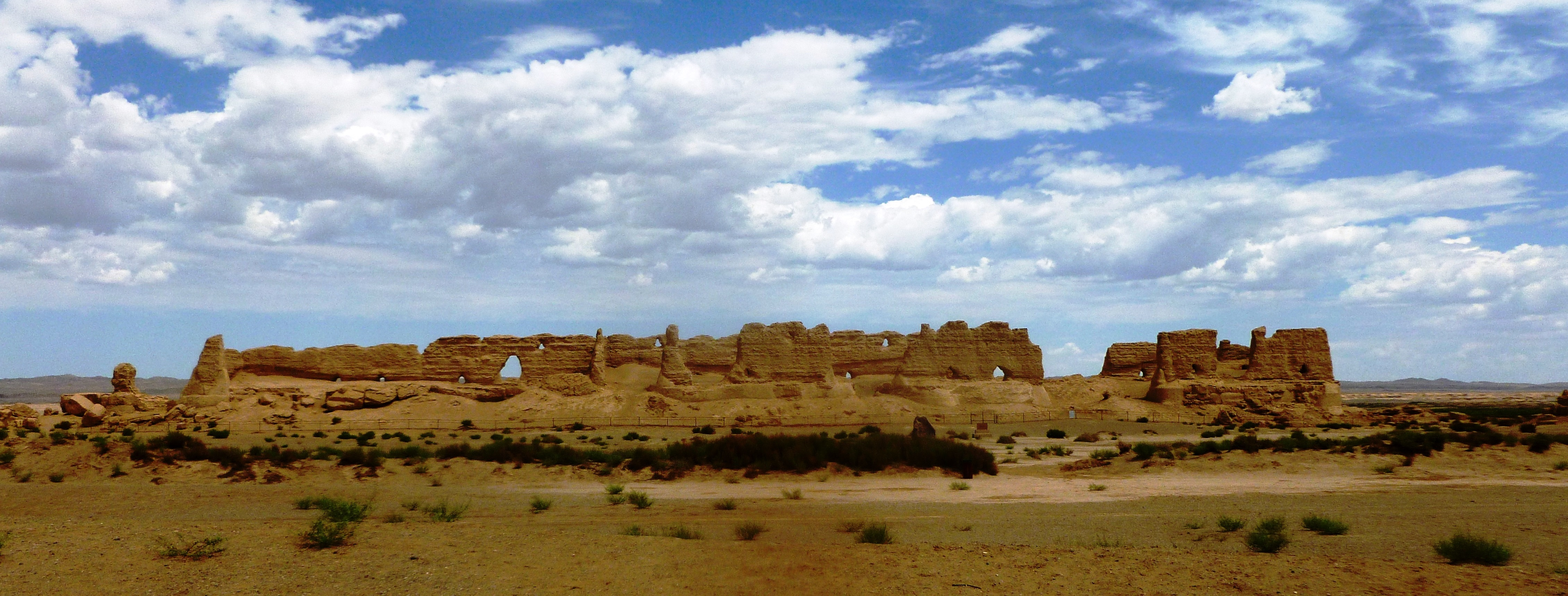
Амбар династии Хань на Шёлковом пути к западу от Дуньхуана

Амба́р (тюрк. ambar, из перс. انبار‎, anbar — сарай, кладовая) — в России деревянная постройка для хранения зерна, муки и других продуктов питания, а также каких-либо непродовольственных товаров.
Древнерусское название — житница, то есть хранилище для жита (зерна).

## Описание
На Руси амбары предназначались в основном для хранения запасов зерновых и других культур. Изнутри амбары делились на отделения, которые назывались закромами или сусеками (засеками).
Небольшие по объёму амбары после постройки замазывались глиной либо смолой, после чего заливались водой. Если вода не вытекала, вырубали дверь и ставили крышу, после чего амбар просушивался.
В Архангельской области была распространена практика постройки так называемых амбарных городков — неподалёку от основной деревни возводилась группа амбаров, в основном с зерном или мехами. Амбарные городки были своего рода страховкой на случай пожаров, уничтожавших целые северные усадьбы (то есть дом с вплотную пристроенным двухэтажным двором). Самым страшным в случае таких катастроф была потеря семенного зерна, а с помощью резервного запаса можно было если не встать на ноги, то хотя бы не умереть с голоду.
Меха являлись местной валютой.
Также на Русском Севере практиковалось возведение выездных амбарчиков. Маленькие постройки не больше 4-5 м² по площади предназначались для хранения 1-2х недельного запаса продуктов в случае земледельческих работ вдали от деревни.
В амбаре совершались ритуально-магические действия, связанные преимущественно со жнивной (см. Жатва), новогодней, иногда свадебной обрядностью.
В советское время были вытеснены сараями (малыми нежилыми строениями и пристройками, предназначающимися для хранения небольших запасов продовольствия, утвари и инструментов) и элеваторами, крупными хранилищами зерна, появившимися по мере индустриализации и коллективизации на селе.